# Сем Люндвалл

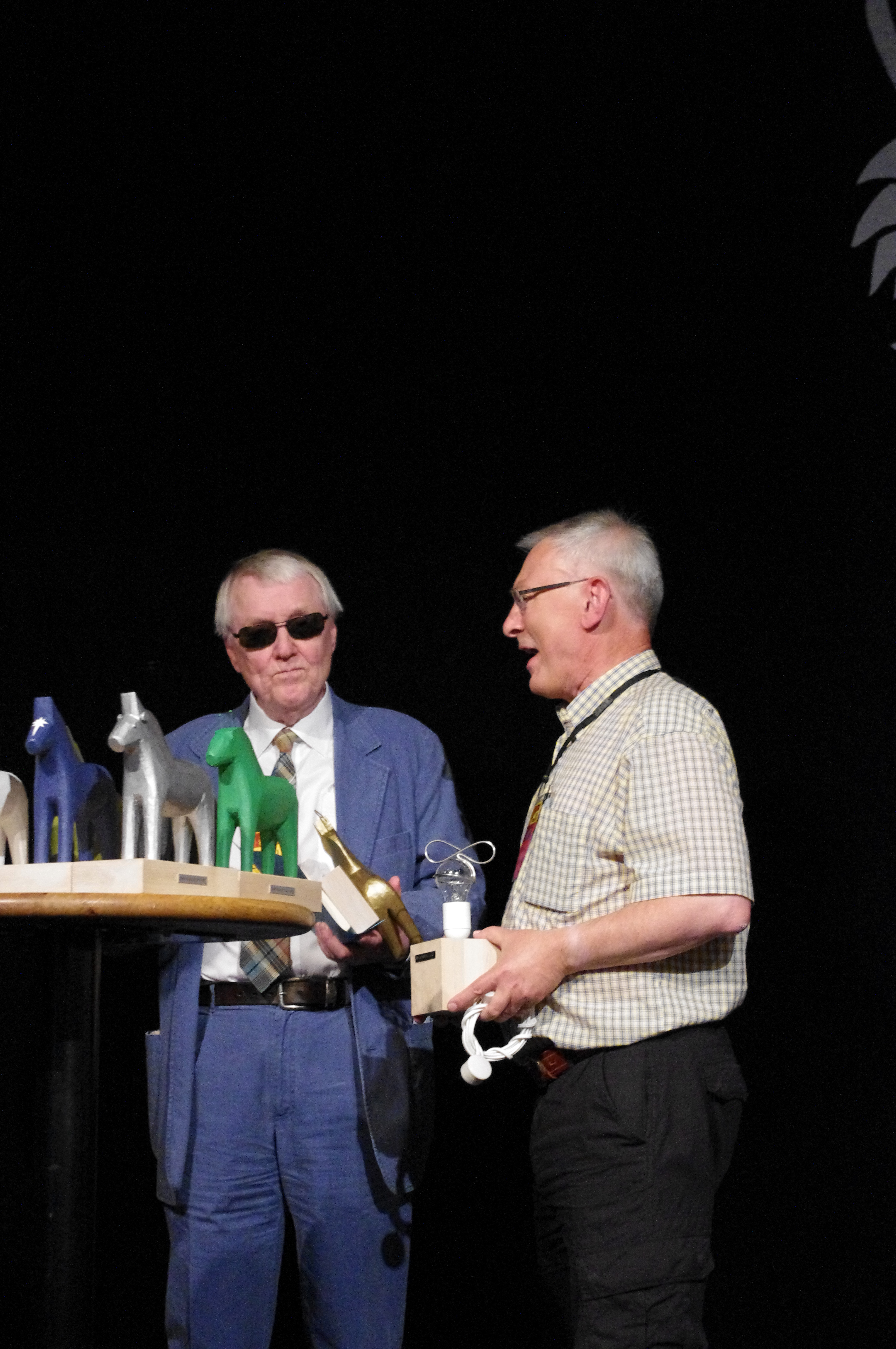
Сем Дж. Люндвалл на Eurocon 2011 у Стокгольмі.

Сем Тор Джеррі Люндвалл (народився 24 лютого 1941 р.), опублікований як Сем Дж. Люндвалл, шведський письменник-фантаст, перекладач, критик, бібліограф, видавець та співак. Він переклав низку науково-фантастичних статей і фантастичних та інших творів зі шведської на англійську, а також англомовних творів шведською.

## Кар'єра
Люндвалл дебютував як письменник у 1950-х роках для часопису «Вражений!» (швед. «Häpna!»). Протягом 1960-х років він був активним фотографом і незалежним письменником. Він також продюсував лонгплей Visor i vår tid. У 1968 році він працював телепродюсером на «Шведському радіо» (швед. «Sveriges Radio») і знімав серіал про наукову фантастику. У 1969 році він опублікував свою першу книгу про наукову фантастику «Наукова фантастика: Från begynnelsen till våra dagar». Це принесло йому роботу в «Аскільд та Кернекулл» (швед. «Askild & Kärnekull») (A&K) як редактор їхніх науково-фантастичних книг. Згодом він переклав цю роботу англійською мовою, де вона була опублікована в США в 1971 році як Science Fiction: What It's All About. Цю книгу можна виокремити поряд з такими тогочасними іншими дослідженнями наукової фантастики,  такими як «Нові карти пекла» (англ. «New Maps of Hell») Кінслі Ейміса, «Шабаш на мільйон років» (англ. «Billion Year Spree») Браєна В. Олдіса,  «Шукачі майбутнього» (англ. «Seekers of Tomorrow: Masters of Modern Science Fiction») Сем Московиця,  «У пошуках дива» (англ. «In Search of Wonder: Essays on Modern Science Fiction») Деймона Найта чи «Нові карти пекла» (англ. «New Maps of Hell») Кінслі Ейміса, Творці Всесвіту та Дональда А. Воллгайма (англ. «The Universe Makers: Science Fiction Today»).
Сем Дж. Люндвалл залишив A&K ще влітку 1973 року та присвятив себе «видавництву «Дельта»» (швед. «Delta Förlag»), яким керував разом із літературним агентом Ґуннар Даль. До кінця 1980-х років Delta випустила приблизно 200 науково-фантастичних книг, що стало найбільшою інвестицією в наукову фантастику у Швеції. Після цього Люндвалл продовжив публікувати наукову фантастику в 1990-х роках у своєму сімейному видавництві «Факти та фантазія Сема Людвалла.» (швед. « Sam J. Lundwall Fakta & Fantasi»).
З 1972 по 2009 рр. Сем Дж. Люндвалл також був редактором журналу «Жуль Верн» (швед. «Jules Verne-Magasinet»), який спочатку видавався як щотижнева газета в 1940-1947 роках, а потім був відновлений у 1968 році журналістом і ентузіастом наукової фантастики. Бертиль Фальк у  Мальме ]. У 1972 році Фальк залишив журнал в «Аскільд та Кернекулл», де його редагував Люндвалл. Потім він узяв журнал із собою спочатку в «Дельті», а потім у власному видавництві «Факти та фантазія».

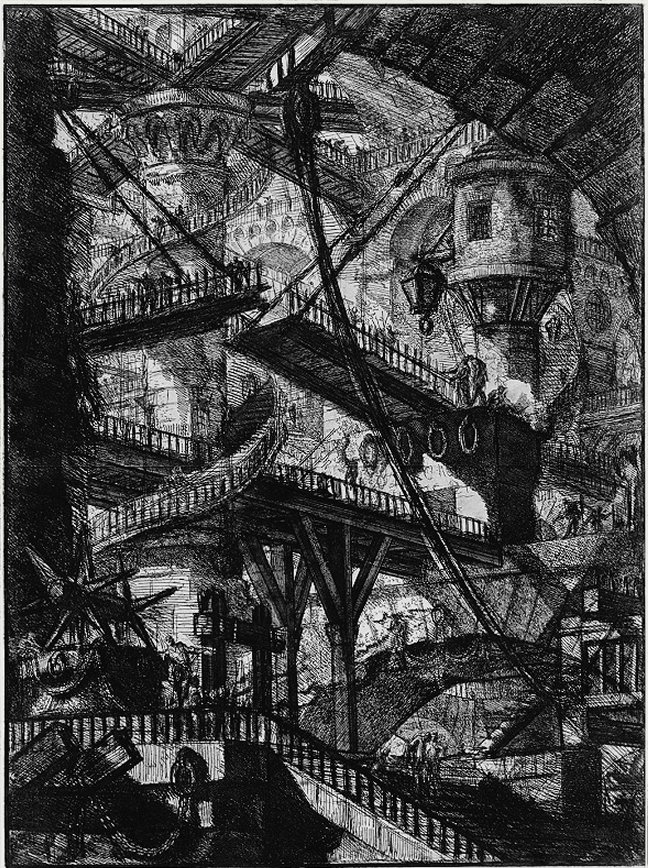
Одна з гравюр Піранезі, яка надихнула Люндвалла на «Місто-в'язницю»

Як романіст Сем Дж. Люндвалл дебютував одразу двома романами, опублікованими одночасно в Сполучених Штатах; його перша книга художньої літератури була опублікована 1970 видавцем Ace Books і містила два романи «Світ Аліси» (англ. «Alice's World») та «Не час для героїв» (англ. «No Time for Heroes»); пізніше вони з’явилися шведською мовою як «Аліса, Аліса!» (швед. «Alice, Alice») та «Тут немає героїв» (швед. «Inga hältar här») відповідно. Його найкращими романами вважаються пастиш «Князь пітьми», сатирико-фантастичний роман про найближене майбутнє «Кінг-конгів блюз» (швед. «King Kong Blues», 1974) і похмурий роман-антиутопія «Місто-в'язниця», що справляє враження, що автор був натхненний на його написання італійським художником Джованні Батистою Піранезі у серії «В'язничний винахід» (італ. «Carceri d'invenzione»). Романом розпочато свою найбільш амбітну та оригінальну серію (романів, повістей, оповідань, поем), події в якому відбуваються у ймовірносному паралельному світі, розташованому на плоскій Землі, яка ось-ось "провалиться" в інший паралельний всесвіт; цикл склали романи (всі видані шведською) - "Місто-в'язниця" [Fangelsestaden] (1978), "Дівчина у вікні на краю світу" [Flicka i fonster vid varldens kant] (1980), "Час та Амелія" [Tiden och Amelie] (1986), "Фігури в камені" [Gestalter i sten] (1988), "Сніданок на руїнах" [Frukost bland ruinerna] (1988), "Вася Амбарцурян" [Vasja Ambartsurian] (1990); а також оповідання - "Тут тільки ми - тіні" (англ. 1975; швед. 1977), "Візьми мене в дорогу вниз по річці", "Прострочений час", "Спекуляція в четвертому вимірі" та інші твори.
Сем Дж. Люндвалл також був головним організатором кількох шведських науково-фантастичних конгресів в Стокгольмі (1961, 1963, 1973, 1975, 1977 та 1979). Він був членом правління та працював головою провідної неангломовної організації письменників наукової фантастики Світова НФ і був північноєвропейським координатором Асоціації авторів наукової фантастики Америки
Крім того, як перекладач, він був дуже продуктивним, перекладав твори різних жанрів з англійської, зокрема жахіття Говарда Лавкрафта.

### Наукова фантастика

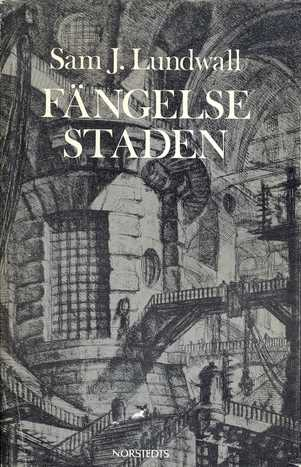
Обкладинка «Fängelsestaden» (1978) із офортом Джованні Баттіста Піранезі

#### Пласка Земля
- Місто-в'язниця (швед. «Fangelsestaden», 1978)
- Дівчина у вікні на краю світу (швед. «Flicka i fonster vid varldens kant», 1980)
- Час і Амелія (швед. «Tiden och Amélie», 1986)
- Фігури в камені (швед. «Gestalter i sten»,1988)
- Сніданок у руїнах (швед. «Frukost bland ruinerna», 1988)
- Вася Амбарцурян (швед. «Vasja Ambartsurian», 1990)

#### Бернгард
- Немає часу для героїв (Ace, 1971); перекладено шведською в 1972 році як Inga hjältar här
- «Не час для героїв[sv]» (англ. «No Time for Heroes») (Ace, 1971); перекладено шведською в 1972 році як «Тут немає героїв» (швед. «Inga hältar här»)
- Бернгард Завойовник (англ. «Bernhard the Conqueror», Галка, 1973); видано в 1974 році шведською мовою як «Жах Всесвіту» (швед. «Uppdrag i universum»
- Чарівне літо Бернгарда (швед. «Bernhards magiska sommar », 197

#### Позасерійні романи
- До берегів припливного моря (швед. «Mot tidhavets stränder», (1959–1962)
- Я — людина (швед. «Jag är människan», (1963–1965)
- Пісні весняної пори (швед. «Visor i vår tid», 1966)
- «Світ Аліси» (англ. «Alice's World») (Ace, 1974); видано в 1974 році шведською мовою як «Аліса, Аліса!» (швед. «Alice, Alice»)
- Кінг-конгів блюз (швед. «King Kong Blues», 1974); перекладено англійською мовою в 1975 році як 2018 рік, або Кінг-конгів блюз (англ. «2018 A.D. or the King Kong Blues»)
- «Аліса, Аліса!» (1974)
- Князь Темряви, або Таємниця Вежі диявола (швед. «Mörkrets furste, eller Djävulstornets hemlighet», 1975)
- Десять пісень і завжди пані Макбет (швед. «Tio sånger och Alltid Lady Macbeth», 1975)
- Гість у домі Франкенштайна (швед. «Gäst i Frankensteins hus», 1976)
- Жах (швед. «Mardrömmen», 1977)
- Зап! (швед. «Zap!»,1992)
- Місто наприкінці часів або Сем Спейд у боротьбі з ентропією (швед. «Staden vid tidens ände eller Sam Spade i kamp mot entropin»,1993)

### Інша проза
- «КАТАСТРОФА» (швед. «CRASH»,1980), автобіографія

### Нехудожня література